# John Scott Russell

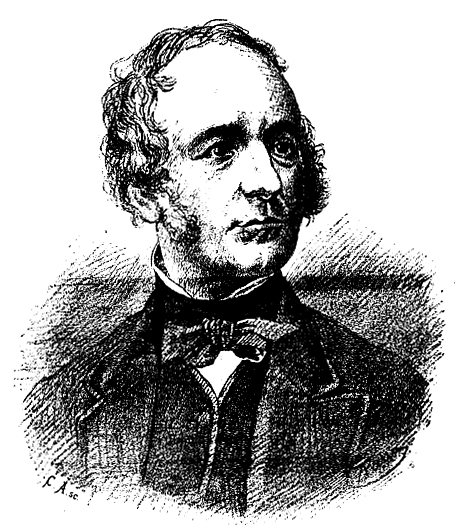
John Scott Russell (vor 1873)

John Scott Russell (* 9. Mai 1808 in Glasgow; † 8. Juni 1882 in London) war ein britischer Ingenieur und Schiffbauer. Bekannt ist er durch die Konstruktion des Schiffes Great Eastern, dem damals größten beweglichen Objekt, sowie durch seine Entdeckung der Solitonen.

## Lebenslauf
Russell wurde am 9. Mai 1808 als Sohn eines Geistlichen im Vale of Clyde geboren. Er studierte Mathematik und Mechanik in Edinburgh, St. Andrews und Glasgow und wurde bereits mit 26 Jahren Professor für Experimentelle Physik an der Hochschule in Edinburgh. Neben theoretischen Forschungen baute er zahlreiche kleinere Dampfschiffe sowie Straßenlokomotiven. Er übernahm die Leitung der Caird-Werft in Glasgow, von wo er 1844 nach London berufen wurde, wo er zahlreiche Dampfer nach neuen Prinzipien baute, unter anderem die Great Eastern, und organisierte die Königliche Kommission für die Weltausstellung 1851. Obwohl exzellenter Ingenieur, mangelte es ihm an der nötigen Geschäftstüchtigkeit. 1837 wurde er zum Mitglied der Royal Society of Edinburgh gewählt. Russell starb am 10. Juni 1882 in London.

## Russell als Ingenieur
Russell transferierte den Crystal Palace, das Wahrzeichen der Weltausstellung von London, vom Hyde Park nach Sydenham im Londoner Stadtbezirk Lewisham.
Außerdem konstruierte Russell die Rotunde, das Wahrzeichen der Weltausstellung 1873 von Wien, und damit den größten Kuppelbau der Welt.

## Russell als Schiffbauer
Russell baute für die Schweiz die Stadt Schaffhausen (1851), zusammen mit Isambard Kingdom Brunel die Great Eastern, das für lange Zeit weitaus größte Schiff der Welt (Stapellauf: 1858), aber auch den ersten Eisenbahn-Trajektdampfer auf dem Bodensee (1869) – auch dies ein Schiff mit riesigen Ausmaßen.

## Russell als Entdecker der Solitonen
Die Solitonen entdeckte er, als er nach einer möglichst guten Gestaltung für ein Kanalboot forschte. Russell ritt mehrere Kilometer neben einer etwa zehn Meter langen und etwa einen halben Meter hohen Wasserwelle, die sich in einem engen schottischen Kanal ausbreitete, und beobachtete, dass sich deren Wellenform nur wenig veränderte.
Er erforschte das Phänomen weiter mit Hilfe eines Tanks in seiner Werkstatt. Dabei entdeckte er einige Schlüsseleigenschaften dieser Wellen:
- Die Wellen können sich stabil über lange Distanzen fortsetzen.
- Die Geschwindigkeit der Wellen hängt von der Größe der Welle und der Wassertiefe ab.
- Anders als normale Wellen, vereinigen sie sich nicht. Eine kleine Welle wird von einer größeren überholt.
- Wenn eine Welle zu groß für die Wassertiefe ist, teilt sie sich in zwei Wellen: eine große und eine kleine.

Es dauerte bis 1895, bevor das Phänomen auch theoretisch durch die Korteweg-de-Vries-Gleichung erklärt werden konnte, und bis in die 1960er Jahre hinein, bis die Signifikanz der Entdeckung erkannt wurde.